# Pavillon du Butard

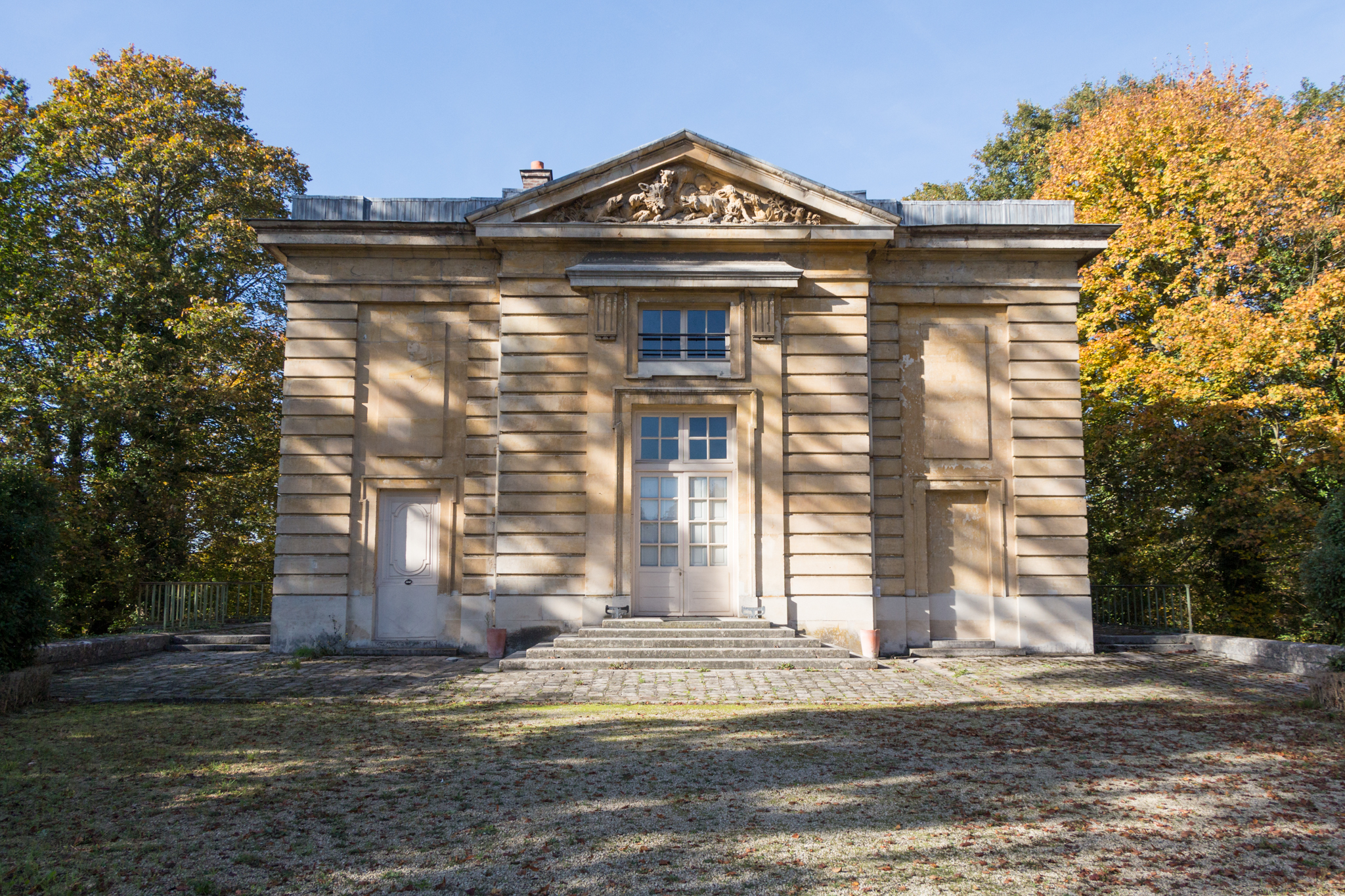
Pavillon du Butard in La Celle-Saint-Cloud

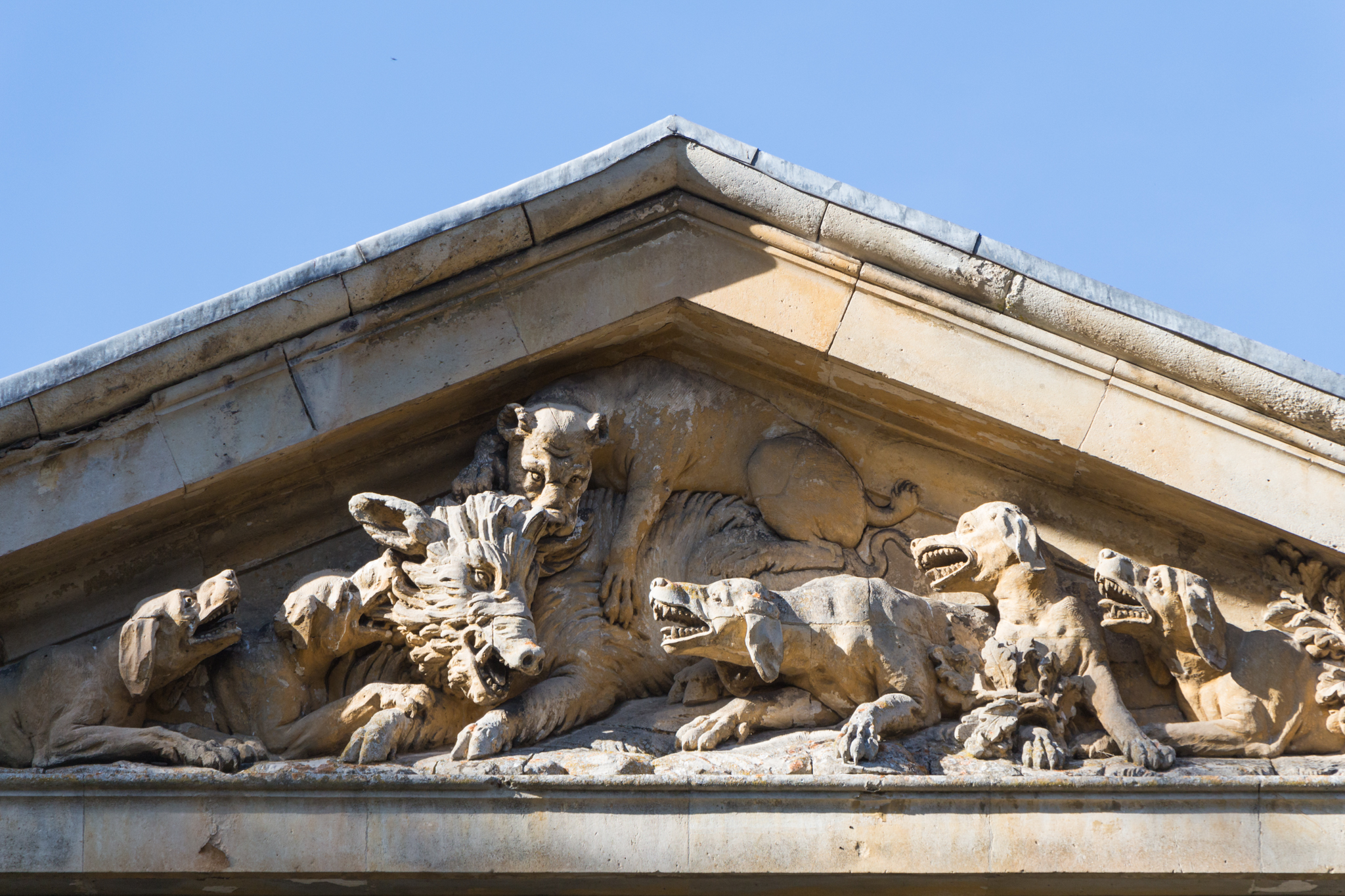
Dreiecksgiebel mit Jagdszene

Der Pavillon du Butard in La Celle-Saint-Cloud, einer französischen Gemeinde im Département Yvelines der Region Île-de-France, wurde 1750/51 errichtet. Der Pavillon im Wald der Domäne Fausses-Reposes ist seit 1927 als Monument historique geschützt.
Der erdgeschossige Pavillon aus Kalkstein der Region, der dem französischen Staat gehört, wurde nach Plänen des Architekten Ange-Jacques Gabriel (1698–1782) für den König Ludwig XV. als Jagdpavillon erbaut. Bemerkenswert ist der Dreiecksgiebel mit einer Jagdszene, die ein Wildschwein und Jagdhunde zeigt.
Anfang des 20. Jahrhunderts mietete der Modeschöpfer Paul Poiret (1879–1944) das Gebäude als Zweitwohnsitz.